# Isthmian League
Isthmian League, kallad Bostik League av sponsorskäl, är en engelsk fotbollsliga som täcker London och sydöstra England. Ligan grundades 1905 och har fyra divisioner. Toppdivisionen Premier Division ligger på nivå sju i det engelska ligasystemet. Ligan är en matarliga till National League South.
Ligan har även en cup som klubbar i alla divisioner får delta i.
Namnet på ligan syftar troligen på högtidlighållandet av det antika Isthmiska spelen, döpt efter isthmus från Korinth.

## Historia
Ligan grundades 1905, och den var starkt för amatörism. Mästarklubben fick inte ens en pokal, ligans policy var att äran var tillräcklig. Klubbar som inte hade tillräckligt med pengar flyttade till Isthmian League, medan klubbar med ambitioner och pengar flyttade till Southern Football League.
Fastän ligan etablerat sig som en av de starkaste ligorna i landet (med flera vinnare av FA Amateur Cup) ansågs den ligga på en lägre nivå än Southern Football League och Northern Premier League, vilka var de regionala halvprofessionella toppligorna.
Ligan började tillåta professionalism under 1970-talet, fast den vägrade delta i bildandet av Alliance Premier League (APL) 1979. Två Isthmian League-klubbar, Enfield och Dagenham, avvek till APL 1981, men det var inte förrän 1985 som mästarna i Isthmian League fick en plats i den nyligen omdöpta Football Conference.
Sedan 1985 har ingen klubb vunnit titeln två gånger (det hade hänt 22 gånger tidigare); Canvey Island lyckades dock komma på andra plats tre år i rad (2000/01, 2001/02 och 2002/03) innan de vann ligatiteln 2003/04.
En klubb, Clapton, spelade i ligan från starten 1905 ända till 2006 då de flyttade till Essex Senior League.

### Omstruktureringar
Ligan expanderade över åren från de sex klubbar som var med den första säsongen till 14 stycken säsongen 1921/22. De kommande 50 åren gavs bara ett fåtal nya klubbar tillträde till ligan, huvudsakligen för att fylla ut vakanser efter klubbar som lämnade den. 1973 bildades en andradivision och 1977 en tredjedivision. De tre divisionerna döptes till Premier Division, Division One och Division Two.
De flesta nya klubbarna kom från Athenian League som också hade hållit amatörismen högt. Athenian League lades ned 1984 när Isthmian League Division Two delades i en North och South Division. Dessa strukturerades om igen till Division Two och Three 1991.
2002 strukturerades ligan om igen när Division One och Two slogs ihop för att bli Division One North och Division One South, medan Division Three döptes om till Division Two. Isthmian Leagues tre matarligors toppdivisioner (Combined Counties Football League, Essex Senior League och Spartan South Midlands Football League) spelades på samma nivå som Division Two, och vinnarna i dessa hade möjlighet att gå rakt in i Division One North eller South.
2004 genomdrev Football Association en omfattande omstrukturering av National League System (NLS) och skapade nya regionala divisioner i Football Conference. Isthmian League minskades till tre divisioner igen (Premier Division, Division One och Division Two) och dess upptagningsområde ändrades för att inte överlappa Southern Football Leagues område.
Ytterligare en omorganisation gjorde att de två regionala divisionerna Division One North och Division One South återskapades 2006 samtidigt som Division Two lades ned. Denna struktur behölls fram till 2018, då Division One South delades i Division One South Central och Division One South East.